# Liste der griechischen Töpfer und Vasenmaler/J

## Nicht namentlich bekannte Künstler (Notnamen)
| Name                             | Wikidata                           | Profession                         | Herkunft                           | Stil                               | Zeit                               | Bemerkung | Beispiel                           |
| -------------------------------- | ---------------------------------- | ---------------------------------- | ---------------------------------- | ---------------------------------- | ---------------------------------- | --- | ---------------------------------- |
| Jagd-Maler                       |                                    | Vasenmaler                         | Lakonien                           | SF                                 | 565/30                             | einer der fünf lakonischen Meister                                                                                     |                                    |
| Jäger-Maler                      |                                    | Vasenmaler                         | Korinth                            | PK                                 | 1/2 7. Jh.                         | auch Jagdleute-Maler                                                                                                   |                                    |
| Jagdleute-Maler                  | siehe unter Jäger-Maler            | siehe unter Jäger-Maler            | siehe unter Jäger-Maler            | siehe unter Jäger-Maler            | siehe unter Jäger-Maler            | siehe unter Jäger-Maler                                                                                                | siehe unter Jäger-Maler            |
| Jahn-Maler                       |                                    | Vasenmaler                         | Etrurien                           | PR                                 | 1/2 5. Jh.                         | gehört zur Praxias-Gruppe                                                                                              |                                    |
| Jalta-Maler                      |                                    | Vasenmaler                         | Attika                             | RF                                 |                                    | |                                    |
| Jena-Maler                       |                                    | Vasenmaler                         | Attika                             | RF                                 | um 400                             | auch Jenaer Maler genannt, wichtigster Schalenmaler der Spätklassik und namensgebend für die Werkstatt des Jena-Malers |                                    |
| Jena-Maler Stil B                |                                    | Vasenmaler                         | Attika                             | RF                                 | um 400                             | Gehilfe des Jena-Malers für Nebenzeichnungen in dessen Werkstatt, möglicherweise mit diesem identisch                  |                                    |
| Jena-Maler Stil C                |                                    | Vasenmaler                         | Attika                             | RF                                 | um 400                             | Gehilfe des Jena-Malers für Nebenzeichnungen in dessen Werkstatt                                                       |                                    |
| Jenaer Maler                     | siehe unter Jena-Maler             | siehe unter Jena-Maler             | siehe unter Jena-Maler             | siehe unter Jena-Maler             | siehe unter Jena-Maler             | siehe unter Jena-Maler                                                                                                 | siehe unter Jena-Maler             |
| Maler des Jenaer Kaineus         |                                    | Vasenmaler                         | Attika                             | SF                                 |                                    | |                                    |
| Maler der Jenaer Schalen         |                                    | Vasenmaler                         | Attika                             | RF                                 |                                    | |                                    |
| Judgment Painter                 | siehe unter Maler des Parisurteils | siehe unter Maler des Parisurteils | siehe unter Maler des Parisurteils | siehe unter Maler des Parisurteils | siehe unter Maler des Parisurteils | siehe unter Maler des Parisurteils                                                                                     | siehe unter Maler des Parisurteils |
| Painter of the Judgment of Paris | siehe unter Maler des Parisurteils | siehe unter Maler des Parisurteils | siehe unter Maler des Parisurteils | siehe unter Maler des Parisurteils | siehe unter Maler des Parisurteils | siehe unter Maler des Parisurteils                                                                                     | siehe unter Maler des Parisurteils |

## Gruppen
| Name                           | Wikidata                            | Profession                          | Herkunft                            | Stil                                | Zeit                                | Bemerkung                           | Beispiel                            |
| ------------------------------ | ----------------------------------- | ----------------------------------- | ----------------------------------- | ----------------------------------- | ----------------------------------- | ----------------------------------- | ----------------------------------- |
| Gruppe J                       |                                     | Töpfer                              | Apulien                             | RF                                  | 1/4 5. Jh.                          |                                     |                                     |
| Jagd-Gruppe                    |                                     | Vasenmaler                          | Attika                              | SG                                  |                                     |                                     |                                     |
| Judgment Group                 | siehe unter Gruppe des Parisurteils | siehe unter Gruppe des Parisurteils | siehe unter Gruppe des Parisurteils | siehe unter Gruppe des Parisurteils | siehe unter Gruppe des Parisurteils | siehe unter Gruppe des Parisurteils | siehe unter Gruppe des Parisurteils |
| The Judgment-Gruppe            | siehe unter Gruppe des Parisurteils | siehe unter Gruppe des Parisurteils | siehe unter Gruppe des Parisurteils | siehe unter Gruppe des Parisurteils | siehe unter Gruppe des Parisurteils | siehe unter Gruppe des Parisurteils | siehe unter Gruppe des Parisurteils |
| Group of the Judgment of Paris | siehe unter Gruppe des Parisurteils | siehe unter Gruppe des Parisurteils | siehe unter Gruppe des Parisurteils | siehe unter Gruppe des Parisurteils | siehe unter Gruppe des Parisurteils | siehe unter Gruppe des Parisurteils | siehe unter Gruppe des Parisurteils |

## Klassen
| Name     | Wikidata                      | Profession                    | Herkunft                      | Stil                          | Zeit                          | Bemerkung                     | Beispiel                      |
| -------- | ----------------------------- | ----------------------------- | ----------------------------- | ----------------------------- | ----------------------------- | ----------------------------- | ----------------------------- |
| Klasse J | siehe unter Marseilles-Klasse | siehe unter Marseilles-Klasse | siehe unter Marseilles-Klasse | siehe unter Marseilles-Klasse | siehe unter Marseilles-Klasse | siehe unter Marseilles-Klasse | siehe unter Marseilles-Klasse |

## Werkstätten
| Name                      | Wikidata | Profession  | Herkunft | Stil | Zeit       | Bemerkung | Beispiel |
| ------------------------- | -------- | ----------- | -------- | ---- | ---------- | --- | -------- |
| Werkstatt des Jena-Malers |          | Töpfermaler | Attika   | RF   | 1/4 4. Jh. | Einer von nur drei erhaltenen geschlossenen Werkstattbefunden in Athen; neben dem namensgebenden Hauptmaler, dem Jena-Maler, bestand die Werkstatt aus dem Diomedes-Maler, dem Q-Maler, den Gehilfen des Jena-Maler Stil B und Jena-Maler Stil C, die wohl mit dem Jenaer Maler identisch sind sowie ein A-Töpfer und ein B-Töpfer |          |